# Rhyacophila flava
Rhyacophila flava är en nattsländeart som beskrevs av Klapalek 1898. Rhyacophila flava ingår i släktet Rhyacophila och familjen rovnattsländor. Inga underarter finns listade i Catalogue of Life.